# Andaw-Ordinationshalle

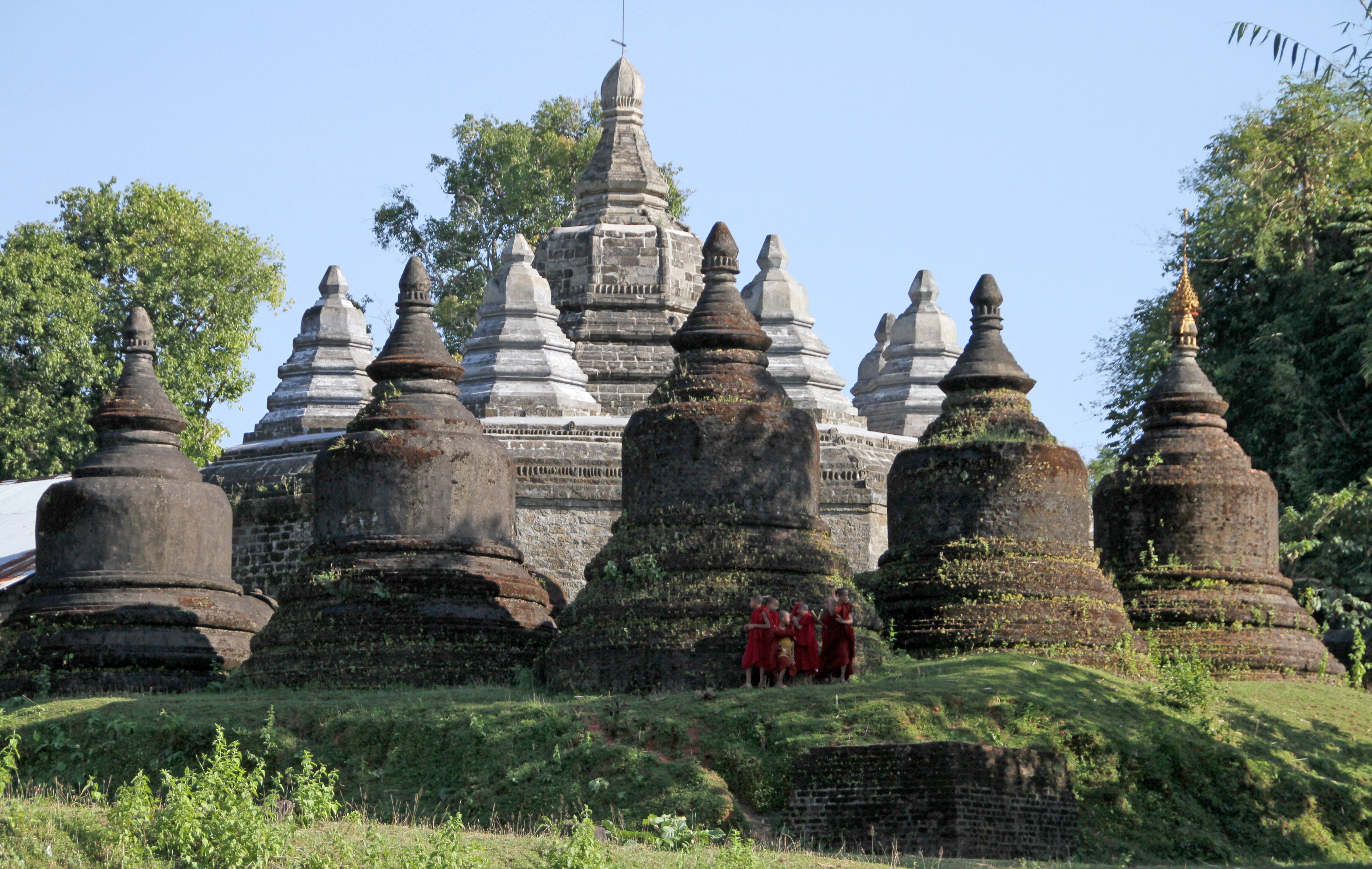
Andaw-Ordinationshalle

Die Andaw-Ordinationshalle (birmanisch အံတော်သိမ်ဘုရား; sprich: àɴdɔ̀ θèiɴ pʰəjá) ist eine buddhistische Ordinationshalle in Mrauk U, Myanmar.

## Geschichte
Sie wurde 1515 bis 1521 unter König Sajata erbaut, unter König Min Palaung zwischen 1534 und 1542 restauriert und 1596 unter König Min Raza Gri erweitert, um eine Zahnreliquie Buddhas aus Ceylon aufzunehmen.

## Beschreibung
Die Ordinationshalle steht in der Nachbarschaft der Ratanabon-Pagode und des Shite-Thaung-Tempels. Sie ist umgeben von sechzehn kleinen Buddha-Schreinen an der Nordwest- und Südwest-Ecke und wird gekrönt von einem zentralen Stupa in der Mitte und acht kleineren Stupas auf den acht Ecken der Halle. Zwei konzentrische Wandelgänge umlaufen im Innern die ebenfalls oktogonale Cella. Der äußere der beiden Umgänge birgt 32 Nischen mit Buddha-Statuen, von denen fünf wahrscheinlich aus dem Mon-Reich des 12. Jahrhunderts stammen.

## Galerie

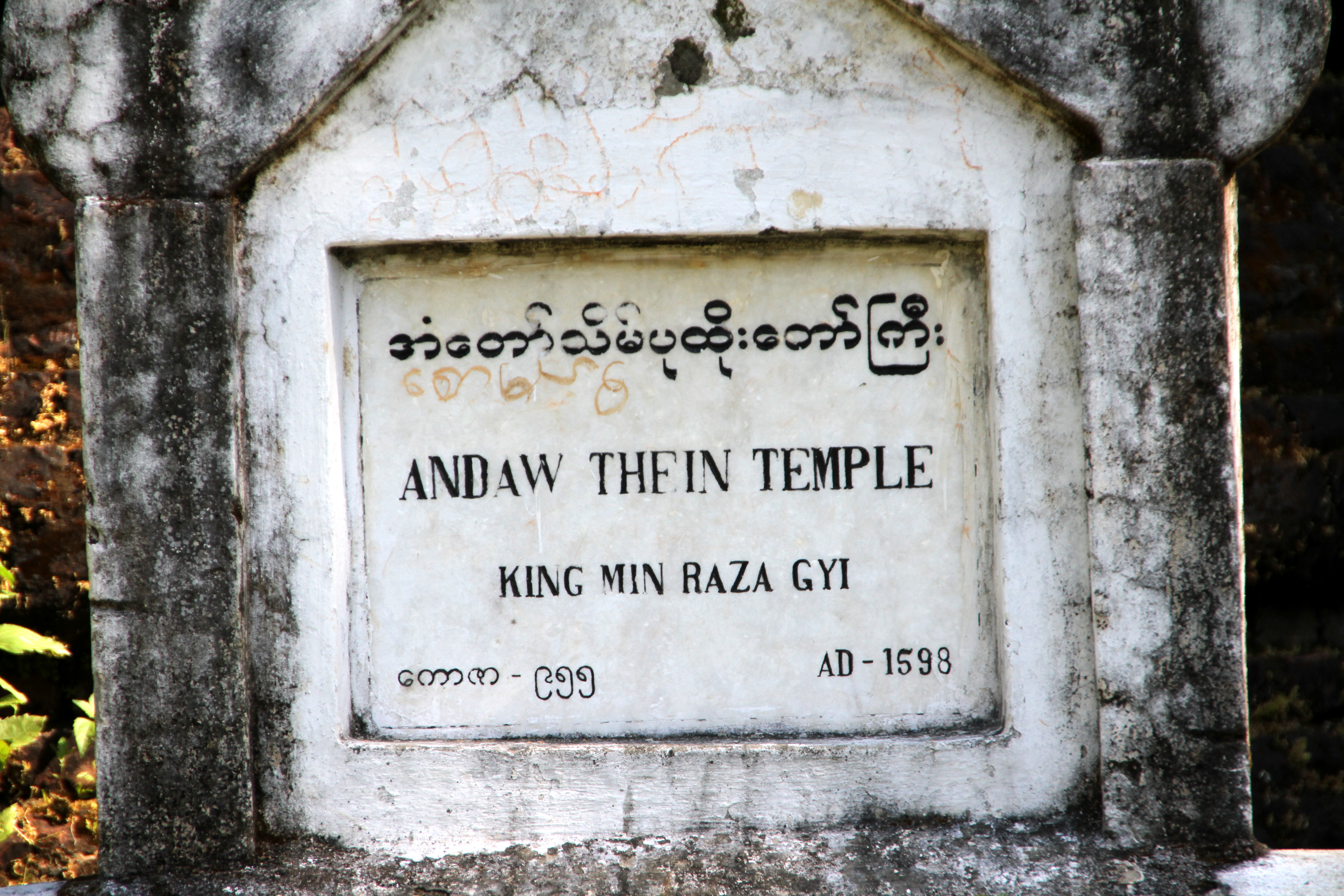
Dokumentation
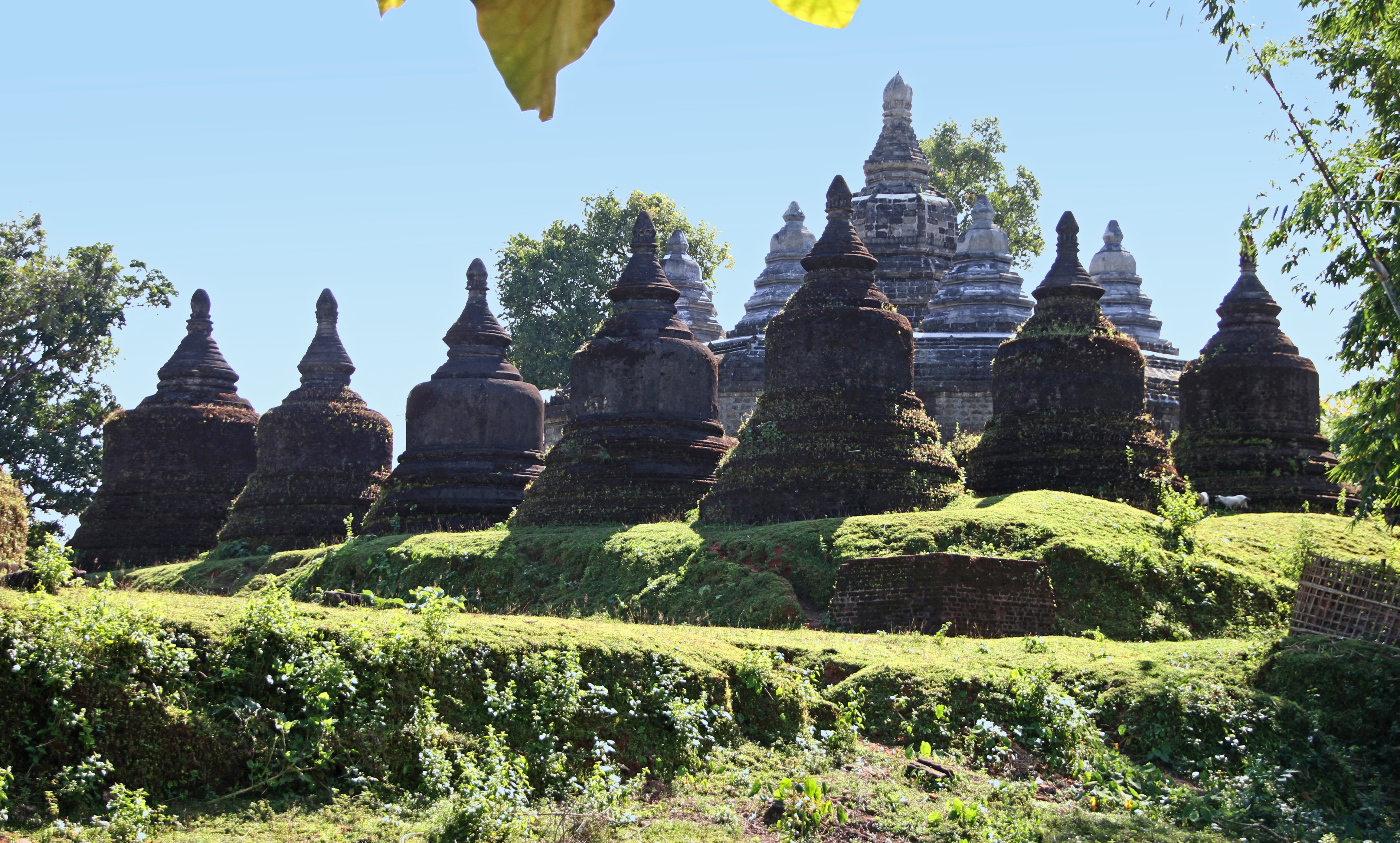
Andaw-Ordinationshalle
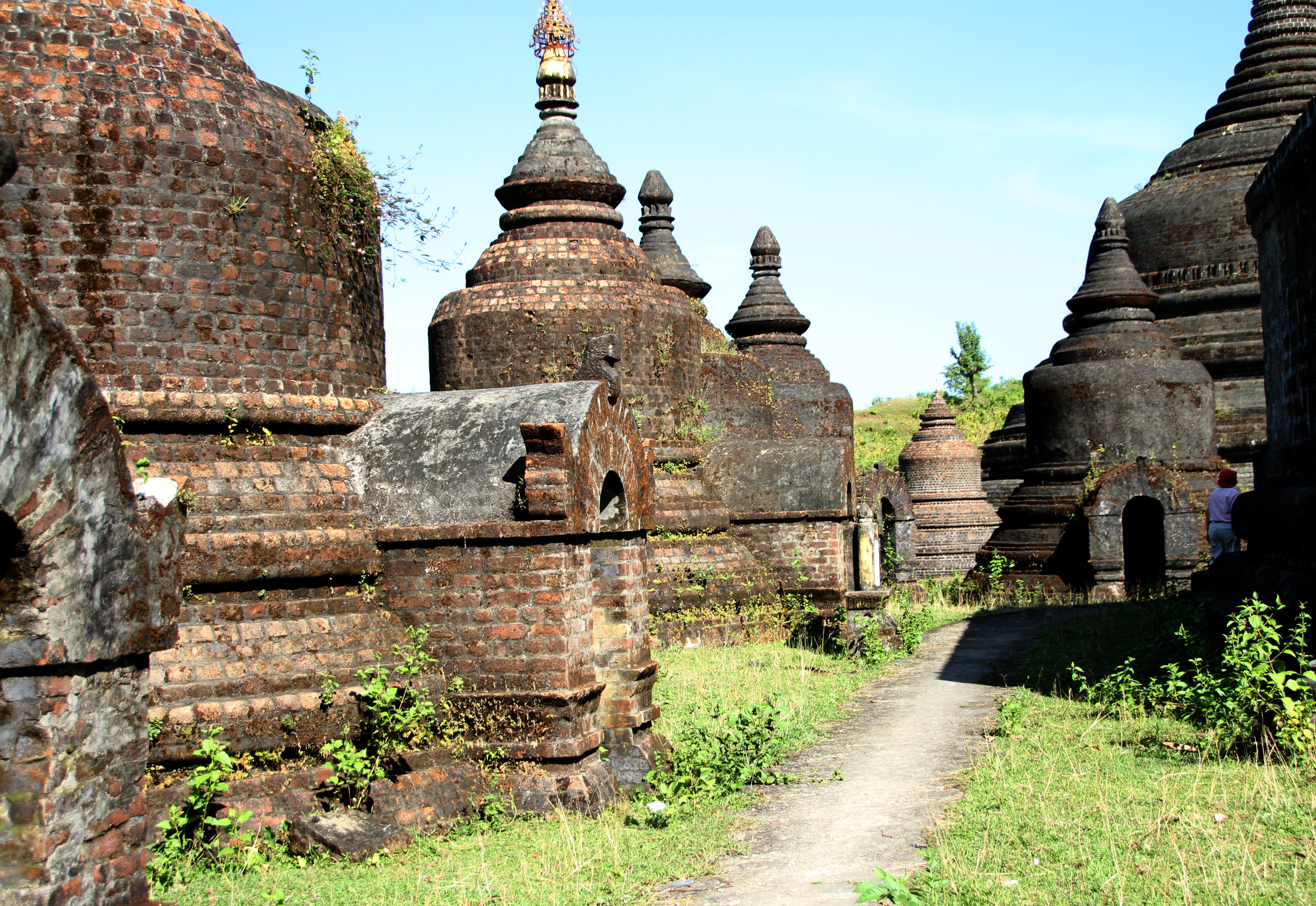
Umgebende Stupas und rechts Ratanabon
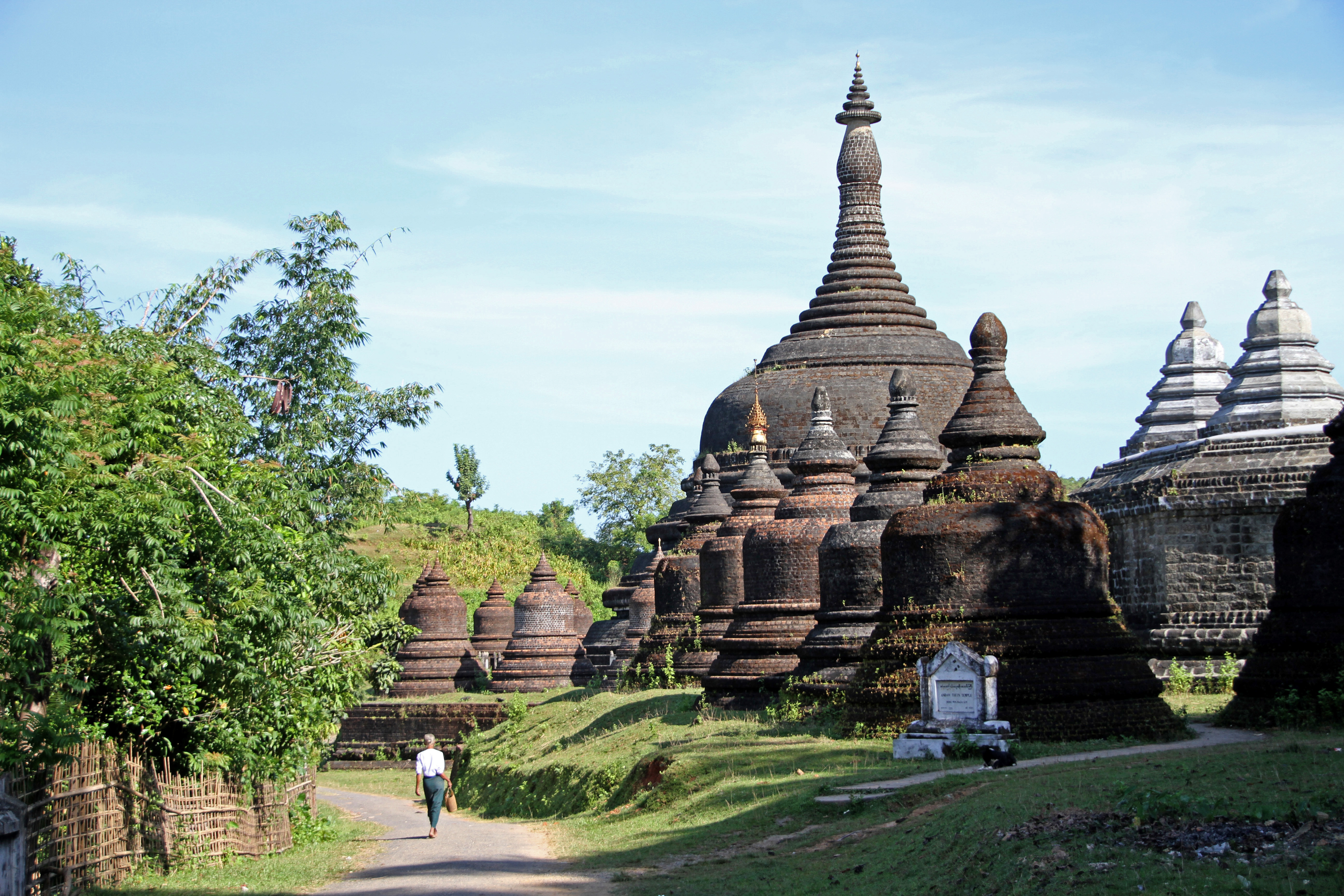
Umgebende Stupas, dahinter Ratanabon
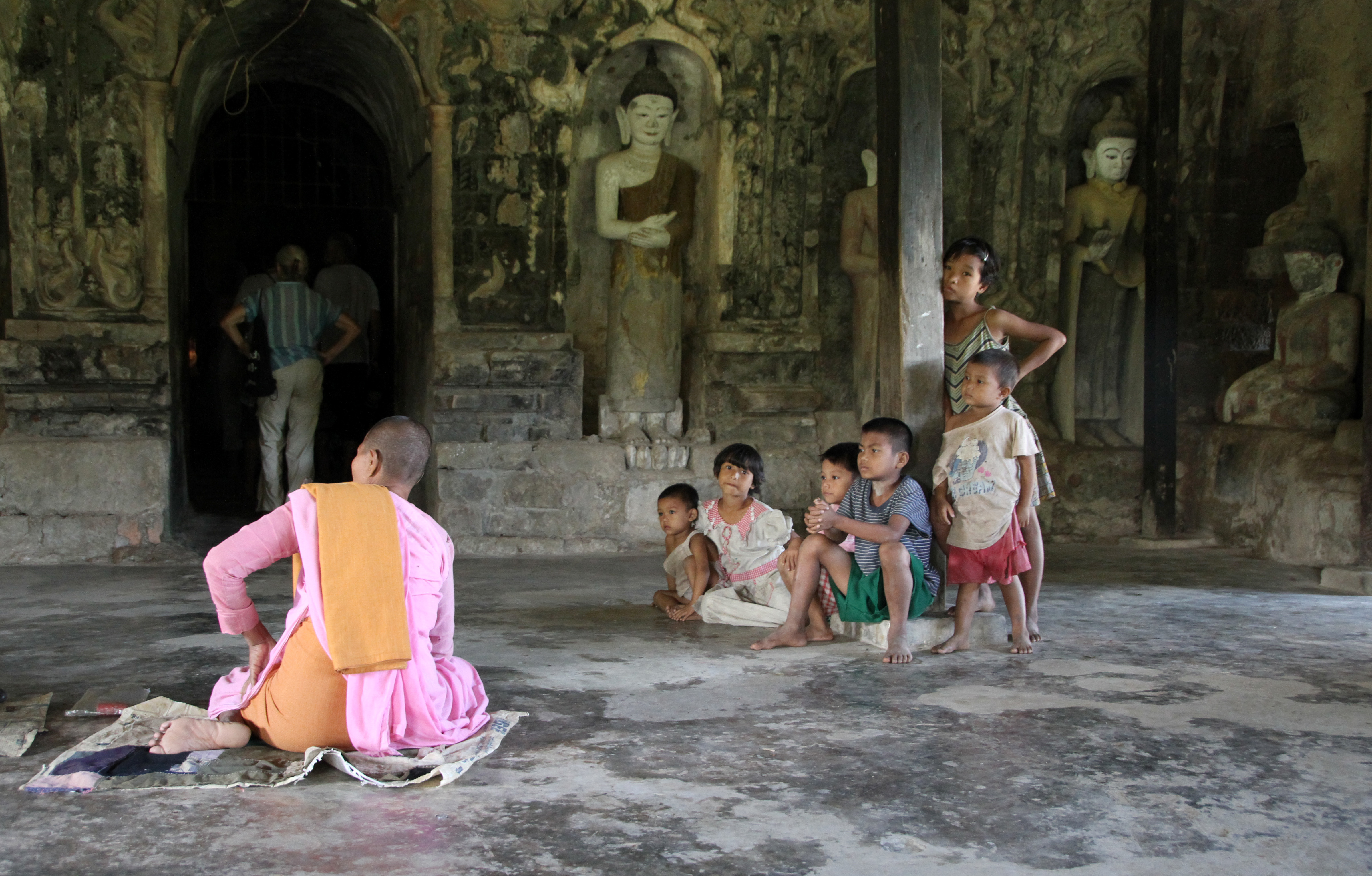
Eingang
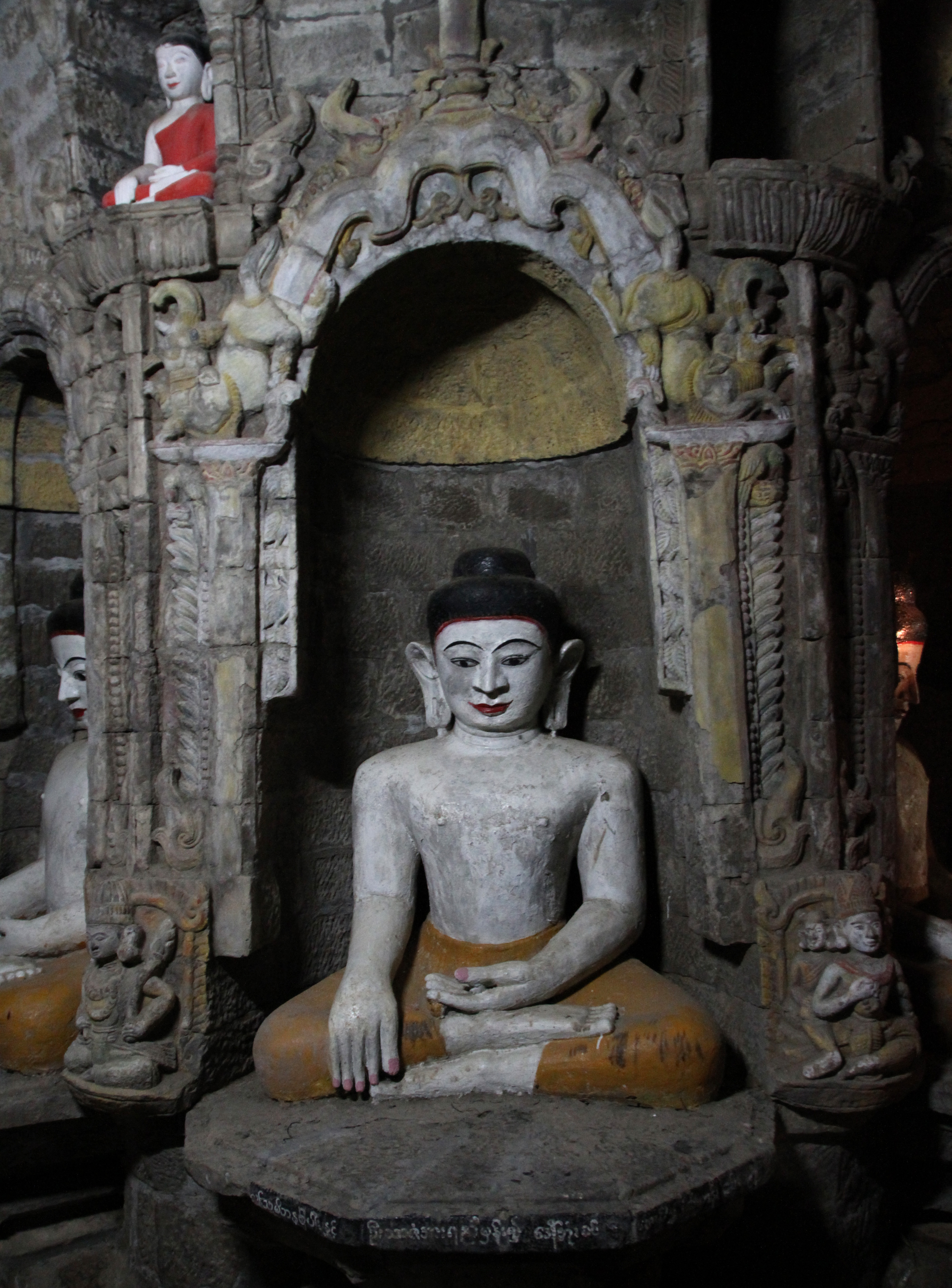
Buddhas